# Ferrovia Roma-Lido

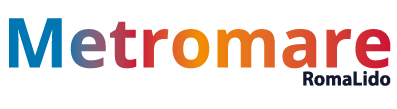
Logo del servizio svolto da Cotral dal 2022

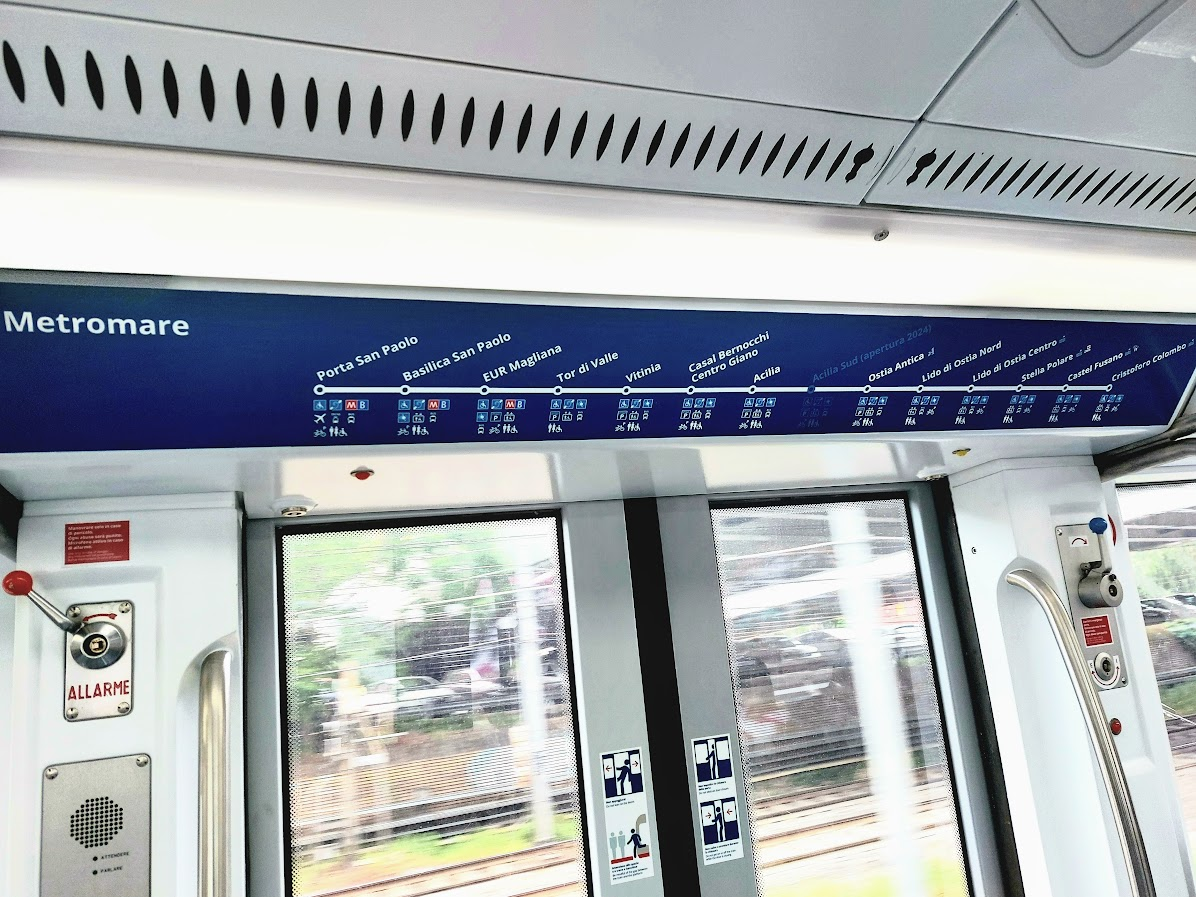
La Tabella delle fermate della ferrovia Metromare in stile Cotral

La ferrovia Roma-Lido, commercialmente nota come Metromare, è una linea ferroviaria urbana di Roma che collega la stazione Porta San Paolo, nel quartiere Ostiense, alla stazione di Cristoforo Colombo, nel quartiere Lido di Castel Fusano a Ostia.
Inaugurata nel 1924, la linea è lunga 28,359 km e attraversa 14 stazioni di superficie (più 2 in costruzione, sempre di superficie); presso due di esse (Basilica San Paolo ed EUR Magliana) è possibile l'interscambio con la linea B della metropolitana di Roma, mentre presso il capolinea di Porta San Paolo è possibile scambiare sia con la linea B (stazione Piramide) sia con i servizi ferroviari suburbani (stazione di Roma Ostiense).
La ferrovia urbana che svolge servizio di tipo metropolitano è di proprietà della Regione Lazio ed è affidata ad ASTRAL (gestore dell'infrastruttura) e Cotral (impresa ferroviaria).

## Storia

### Dal primo progetto agli anni 1920

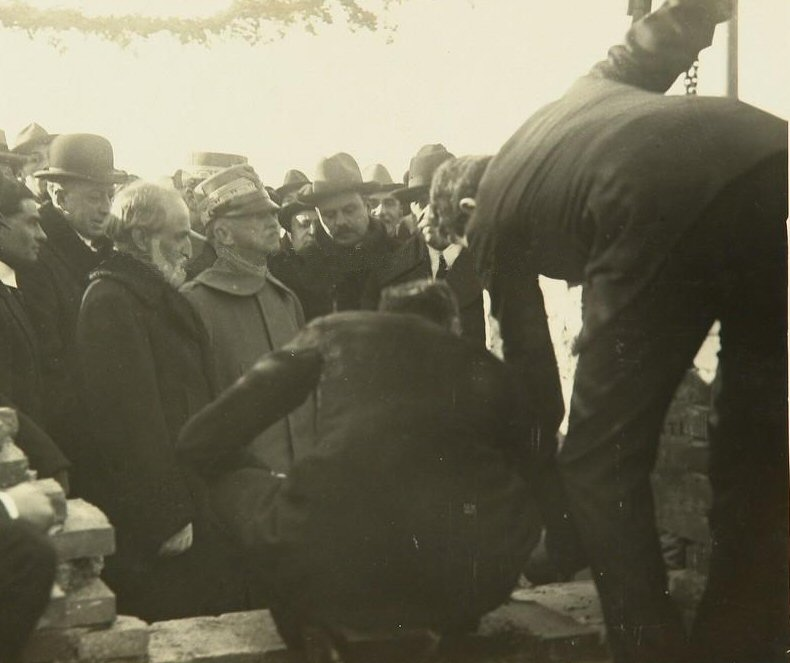
Paolo Orlando con il re Vittorio Emanuele III alla posa della pietra di cantone della stazione di Ostia Nuova, nel 1921 (Archivio Storico Capitolino)

Nella seconda metà del XIX secolo con la bonifica del litorale romano si iniziò a progettare un collegamento tra Roma San Paolo e Ostia. Il primo progetto per una linea ferroviaria fu proposto dall'ingegner Filippo Costa nel 1868 e fu accettato dallo Stato Pontificio che per il finanziamento dell'opera, per circa nove miliardi di lire, previde la costituzione di un gruppo privato con la partecipazione di numerosi nobili romani. Tuttavia la caduta dello Stato Pontificio e la conseguente annessione di Roma al Regno d'Italia bloccò qualsiasi progetto.

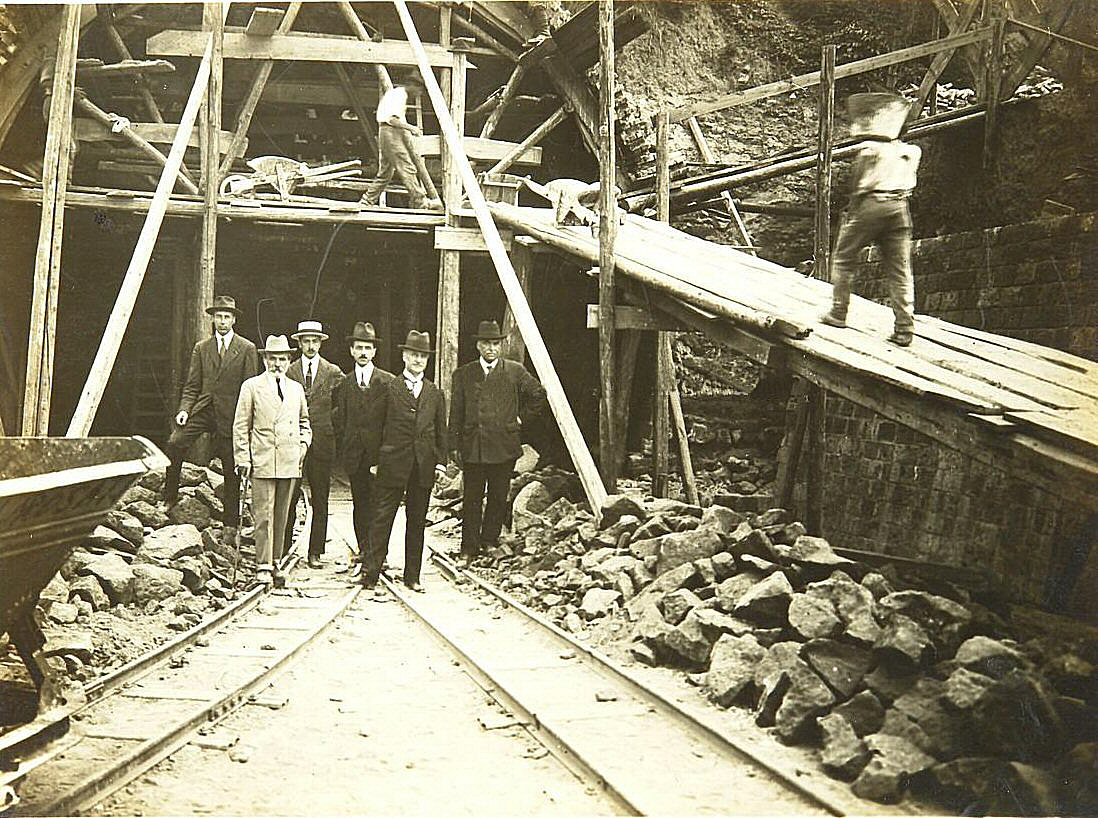
Paolo Orlando, in abito chiaro, con il Ministro dei lavori pubblici Camillo Peano durante il sopralluogo ai lavori eseguiti dall'ente SMIR. per la ferrovia elettrica nel 1920 (Archivio Storico Capitolino)

Negli anni successivi fu proposta più volte la realizzazione di una ferrovia che collegasse Roma Centro con il litorale ma lo scarso popolamento della località marittima, che allora contava meno di 100 residenti, convinse il direttore delle ferrovie dell'epoca che non fosse necessario un collegamento ferroviario e che bastasse un prolungamento della rete tranviaria.
Nel 1906 la giunta comunale nominò una commissione per studiare il problema del collegamento tra il centro città ed il mare e quest'ultima propose la costruzione di un Viale largo ben 80 metri. L'anno successivo, tuttavia, la Camera di commercio approvò un credito di 15 000 lire per le spese dei progetti ed auspicò l'apertura di una linea ferroviaria in occasione del cinquantenario dell'Unità d'Italia nel 1911. Una falsa partenza si ebbe nel 1909 con un accordo stipulato tra il Comune e la società belga S. Baschwitz & C.; tuttavia, nonostante il progetto fosse stato accolto, i lavori non proseguirono.
Nel 1913 l'ingegner Paolo Orlando si fece promotore della costituzione della Società La Marina di Roma proponendo allo Stato italiano la costruzione di una ferrovia elettrica a scartamento ordinario alimentata con terza rotaia a corrente continua, prevedendo, come già proposto dalla STEFER, di posizionare il capolinea settentrionale su via degli Annibaldi, nei pressi del Colosseo. Nonostante il rifiuto delle Ferrovie dello Stato, il progetto fu approvato dal governo Salandra II nel 1915 anche se l'alimentazione a corrente continua - 2400 V - fu fissata a filo aereo; nel 1916 fu ratificata una legge che ne stabiliva i criteri di costruzione ed una sovvenzione di 12 864 lire per chilometro. La costruzione della ferrovia fu ben accolta dal pubblico, come dimostra ad esempio la rivista del Touring Club Italiano che scrisse, parlando di altre ferrovie italiane: "(la ferrovia) Roma-Ostia (28 km)… la cui utilità è indubbia".

### La costruzione
(TCI, gennaio 1916, pag. 67)
I lavori iniziarono il 20 dicembre 1918, oltre un mese dopo il termine della prima guerra mondiale, e la cerimonia ufficiale per l'inizio dei lavori avvenne pochi giorni dopo alla presenza del re Vittorio Emanuele III, che posò la prima pietra della futura stazione di Marina di Ostia il 10 dicembre 1921. Il 30 agosto successivo nella frazione di Risaro, poi divenuta Vitinia, avvenne il congiungimento della tratta ferroviaria tra Ostia e Roma Centro anche se la linea elettrica e le stazioni terminali non erano state ultimate. Nonostante ciò il 12 novembre dello stesso anno la linea Decauville fu inaugurata con una locomotiva a vapore trainante due vagoni che trasportarono ad Ostia l'ingegner Paolo Orlando e i dirigenti dell'ente Sviluppo Marittimo e Industriale di Roma (SMIR), che aveva curato i lavori. Tra il 1923 e il 1924 i lavori furono sospesi a causa della liquidazione dell'ente SMIR al quale subentrò la Società Elettro-Ferroviaria Italiana (SEFI), che riprese i lavori il 5 maggio 1924.
A seguito delle forti pressioni del governo e di Benito Mussolini in persona la linea fu inaugurata alle 10 del 10 agosto 1924 da un convoglio partito dalla stazione di Porta San Paolo e composto da una locomotiva a vapore Gr 910.045, quattro vagoni, un bagagliaio ed una carrozza panoramica, a bordo del quale vi era lo stesso Mussolini. Dal giorno successivo la linea fu aperta al pubblico con l'utilizzo di dieci coppie giornaliere di treni che percorrevano la tratta in circa 50 minuti. In occasione del Natale di Roma del 21 aprile 1925 furono inaugurati l'esercizio a trazione elettrica e il doppio binario, rendendo la linea completa e funzionale.
Successivamente il tempo di percorrenza fu ridotto a 30 minuti circa. Inizialmente il convoglio era composto da cinque carrozze, per poi passare, nel 1926, a sette carrozze, dopo la constatazione dell'aumento dei passeggeri giornalieri. I rispettivi capolinea erano la stazione di Roma Porta San Paolo e la stazione di Marina di Ostia mentre le stazioni intermedie erano: Magliana-Mercato Nuovo (poi EUR Magliana, inizialmente progettata come scalo merci), Risaro (poi Vitinia), Acilia e Ostia Scavi (poi Ostia Antica).

### Gli anni 1930 e la seconda guerra mondiale

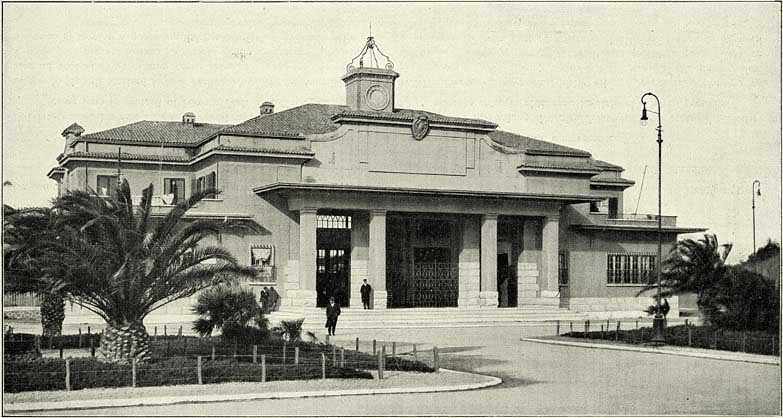
L'originario fabbricato della stazione di Marina di Ostia

La stazione Ostia Centro degli anni 50

Il periodo di maggior splendore per la ferrovia si ebbe negli anni '30, con percorrenze da 40 a 70 minuti al giorno e partenze ogni 15 minuti circa. La ferrovia fu uno dei principali artefici dell'espansione romana sul litorale e divenne in breve tempo il mezzo di trasporto più utilizzato dai romani che si recavano al mare. Inoltre nel sobborgo di Ostia furono edificati nei pressi del capolinea anche l'ufficio postale, gli uffici del Governatorato e la chiesa di Santa Maria Regina Pacis. Il 1º agosto 1941 la STEFER, che già eserciva le tranvie dei Castelli Romani, assorbì la SEFI.
I bombardamenti alleati durante la seconda guerra mondiale tra il 1943 e il 1944 danneggiarono gravemente le stazioni e la ferrovia, distruggendo completamente le stazioni di Acilia, Ostia Scavi e Marina di Ostia mentre i convogli subirono meno danni poiché riparati nelle gallerie della metropolitana in costruzione. Immediatamente dopo la fine degli scontri a Roma iniziarono i lavori per la riparazione della ferrovia, consentendo dal 21 settembre 1944 il servizio grazie a locomotive a vapore e, dal 24 dicembre 1945, grazie alla trazione elettrica.

### Dal dopoguerra agli anni 1980

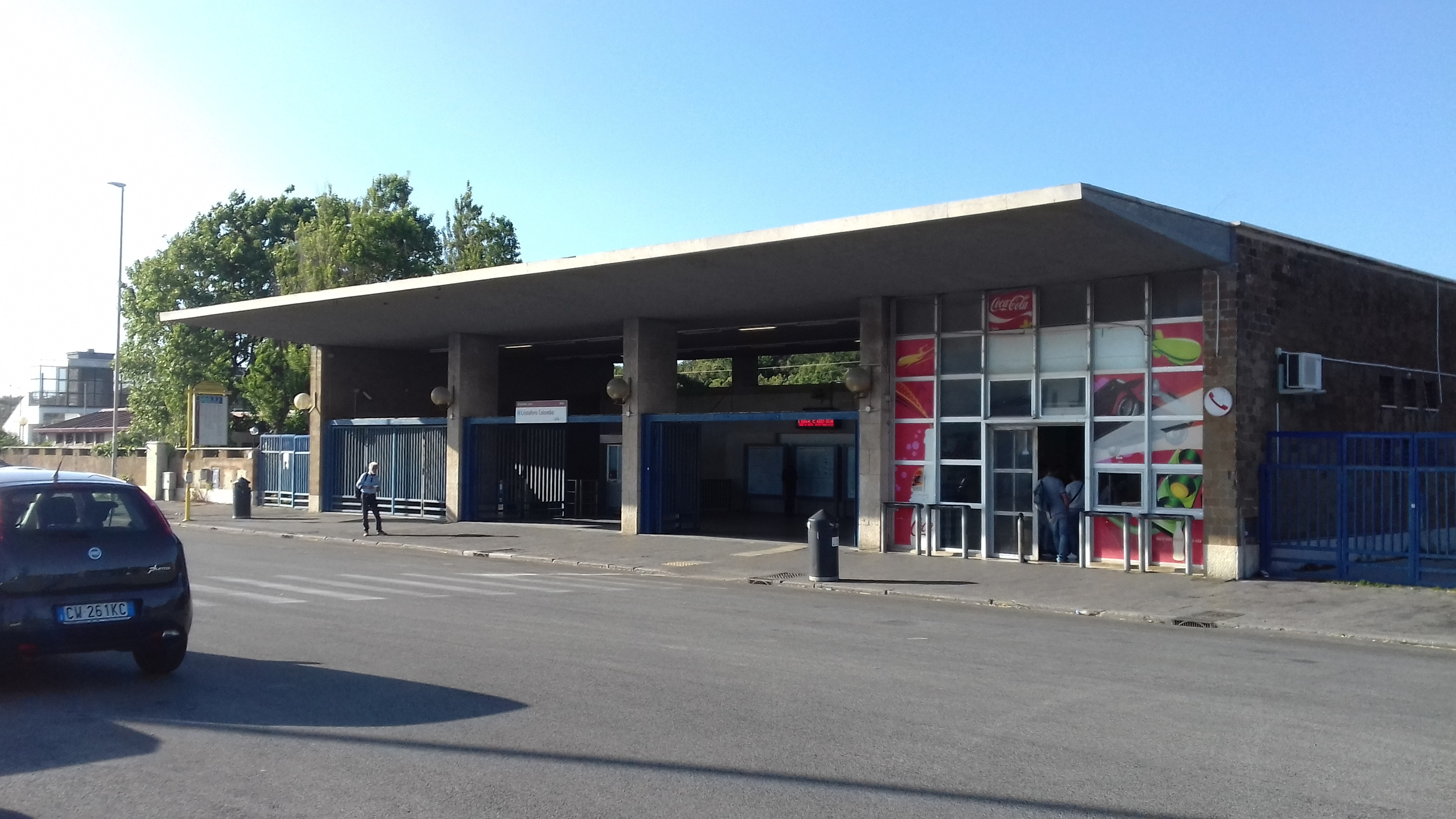
La stazione di Cristoforo Colombo, capolinea meridionale della ferrovia dal 1960.

Nel dopoguerra la ferrovia si espanse verso est con l'inaugurazione nel 1948 della stazione di Stella Polare e nel 1949 di quella di Castel Fusano; nello stesso anno furono demolite le macerie della stazione di Marina di Ostia e nel 1951 fu inaugurata la nuova stazione di Lido di Ostia Centro.

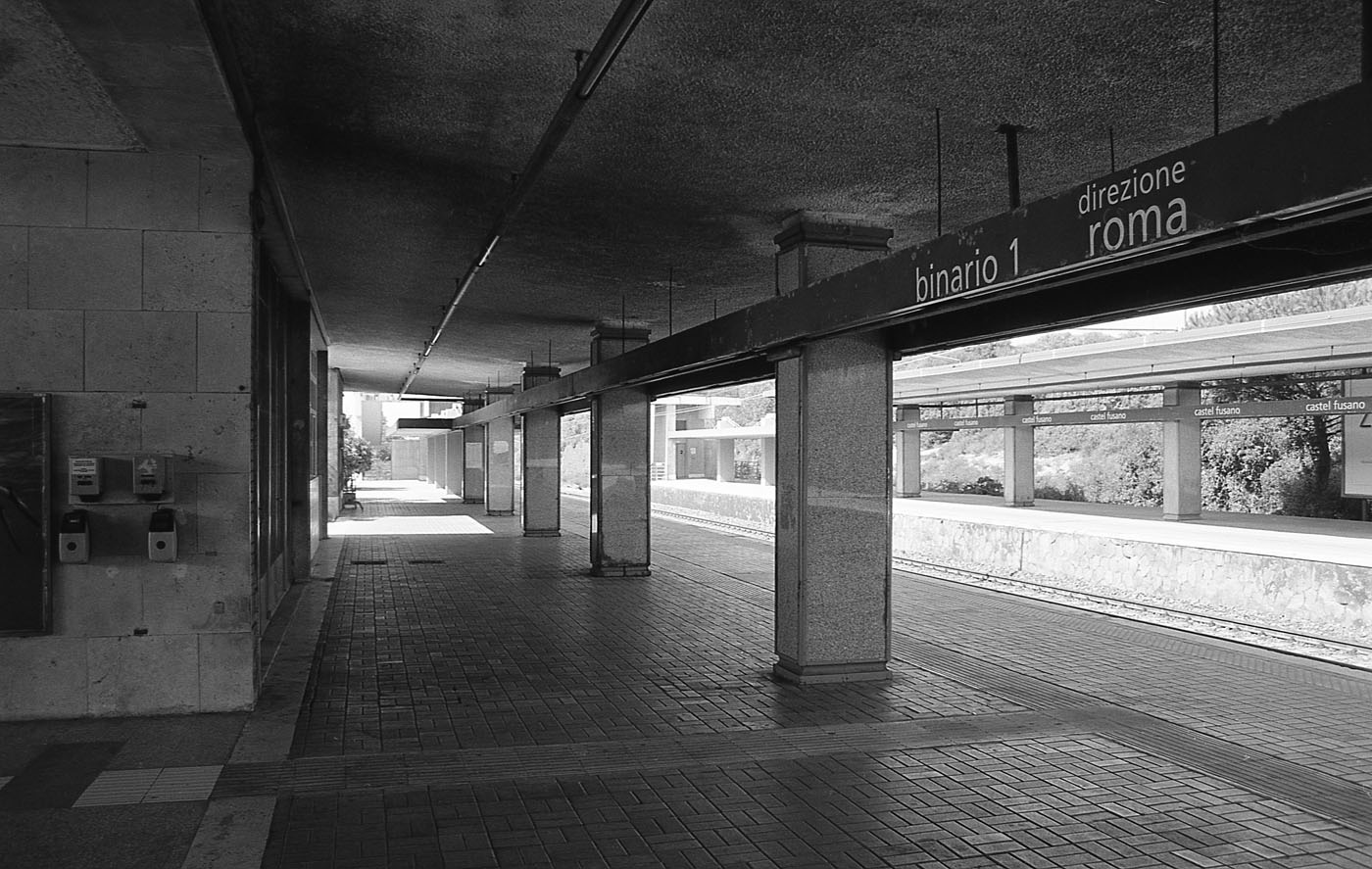
La stazione di Castel Fusano (2003)

Durante gli anni '50, data l'espansione di Ostia e la sua trasformazione a meta balneare preferita dai romani, la richiesta di trasporto da e per il centro della città continuò ad aumentare. In quegli anni, introducendo i convogli MR 100 e poi MR 200 (costruzione 1956), venne inaugurata la prima linea della metropolitana di Roma e fu sostituita la vecchia stazione di Magliana con una nuova comune sia alla ferrovia Roma-Lido che alla metropolitana. L'anno successivo fu decisa l'istituzione di un nuovo servizio diretto tra Termini via metropolitana passando a Magliana verso la ferrovia fino a Ostia.
Il 25 agosto 1960 fu inaugurata la stazione di Cristoforo Colombo che, con il collegamento a doppio binario con Lido di Ostia Centro, segnò la conclusione dei lavori per la ferrovia del Lido, diventandone il capolinea lidense. Sempre nel 1960 fu inaugurata la stazione di Tor di Valle, in prossimità dell'ippodromo. Nell'estate del 1972, grazie all'espansione dei quartieri di Roma verso il mare, venne aperta la stazione di Casal Bernocchi-Centro Giano.
Negli anni a seguire la quantità di passeggeri aumentò notevolmente, grazie anche al collegamento diretto con la stazione Termini, il principale nodo di scambio per la capitale, che permise l'utilizzo della ferrovia Roma-Lido non solo ai villeggianti, ma anche ai pendolari. Nonostante l'utenza, l'unico incremento del parco treni fu costituito dall'introduzione delle MR 300, entrate in servizio nel 1976. Proprio in quell'anno la STEFER confluì in ACoTraL (Azienda Consortile Trasporti Laziali), che, costretta a mandare in riparazione molte motrici usurate, dirottò nel 1980 alcune motrici MA 100, destinate alla linea A della metropolitana, sulla Roma-Lido.

### Gli anni 1980 e 1990

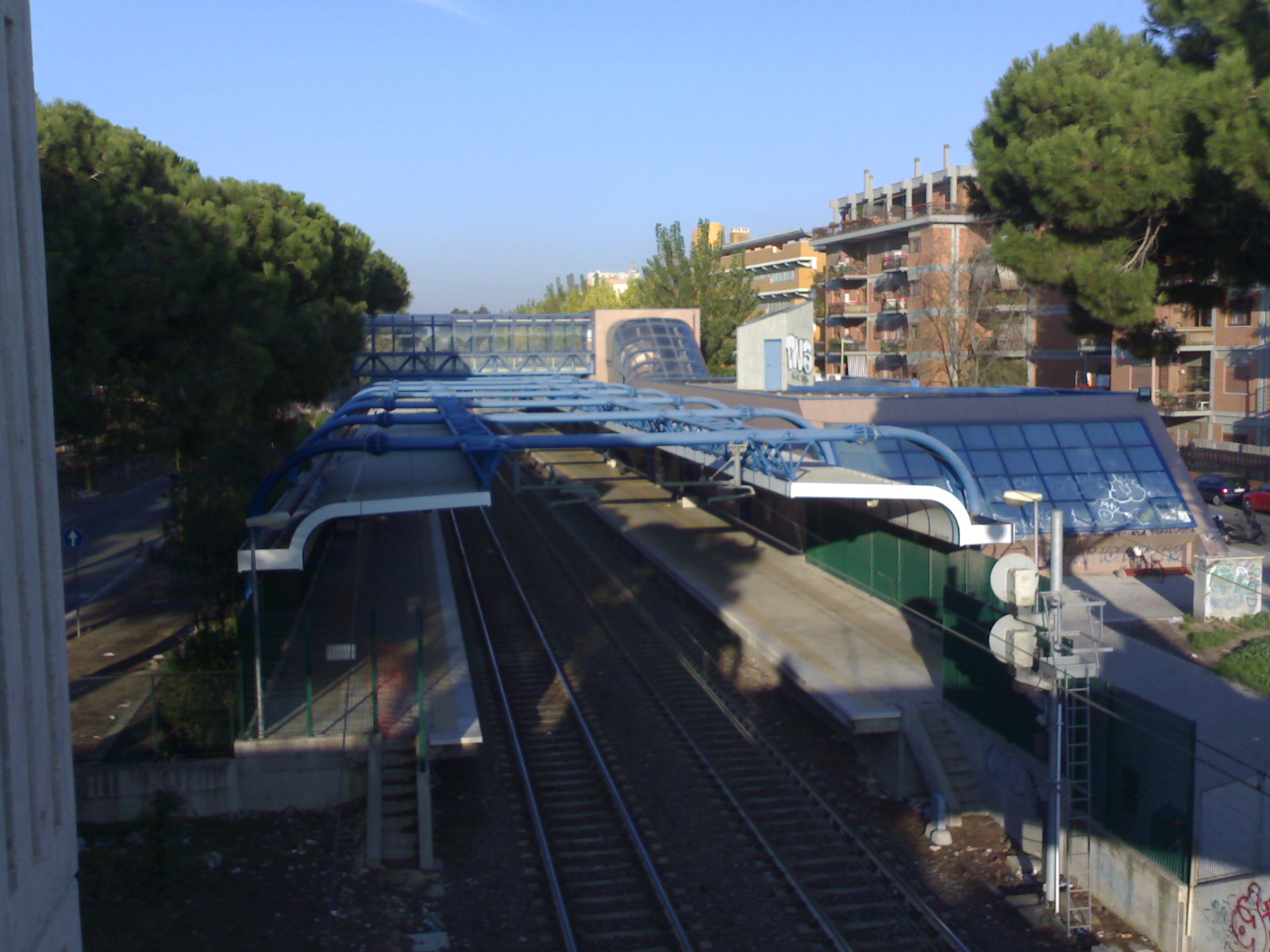
La stazione di Lido di Ostia Nord, inaugurata nel 2000.

Nel 1987 iniziarono le consegne dei sei treni serie 500 ordinati alla Fiat Ferroviaria; ogni treno ha sei carrozze (quattro elettromotrici e due rimorchiate) e ospita 1 138 passeggeri, di cui 264 seduti. Hanno massa in servizio di 165 tonnellate, potenza di 1760 kW e velocità massima di 100 km/h.
Il 4 agosto 1986, con l'avvio dei lavori di prolungamento della linea B da Termini verso Rebibbia, vennero soppressi i collegamenti diretti Termini-Lido. Il 9 settembre 1989 il capolinea della Roma-Lido venne arretrato a EUR Magliana per consentire i lavori di ammodernamento della stazione di Porta San Paolo e della linea B della Metropolitana (che per tutta la durata dei lavori venne deviata sui binari della Lido fino a poco prima di Magliana).
Nel 1993 l'ACoTraL si fuse con il CTL (Consorzio pubblici servizi di Trasporto del Lazio), dando vita al Cotral (Consorzio Trasporti pubblici Lazio) che, occupandosi dei trasporti pubblici dell'intera regione, divenne così il nuovo gestore della ferrovia. Successivamente, in fase di ammodernamento, le nuove infrastrutture delle linee metropolitane non lasciarono più posto ai vecchi convogli e fu così che quasi tutte le vecchie MR furono immesse in servizio sulla Roma-Lido. Nel 1996 venne riattivata la tratta Porta San Paolo-Magliana ed attivata al servizio viaggiatori la nuova fermata di Basilica San Paolo, ubicata al chilometro 2+310, di corrispondenza con la linea B. Sempre in questo periodo ci furono dei lavori di ammodernamento sulla linea: iniziò la costruzione di una nuova stazione all'ingresso nord di Ostia, la Lido di Ostia Nord, venne ribassata e chiusa in galleria buona parte della tratta tra le stazioni di Acilia e Casal Bernocchi e partì la ristrutturazione delle stazioni di Ostia Antica, Acilia (riaperta il 4 ottobre 2003) e Vitinia. Nel 2000 il CoTraL venne diviso in due società: la Linee Laziali (poi chiamata di nuovo CoTraL) e la Metroferro, che dal 2001 divenne nota come Met.Ro., cui rimarrà in carico la gestione della Roma-Lido assieme alle linee A e B della metropolitana e alle ferrovie, in concessione, Roma-Pantano e Roma-Civita Castellana-Viterbo. Il 1º giugno 2000 fecero il loro debutto su rotaia le MR600, realizzate dalla Firema riutilizzando i carrelli ed i principali equipaggiamenti di trazione e frenatura elettrodinamica delle MR 100. Un mese dopo venne inaugurata la nuova stazione di Lido di Ostia Nord.

### Il XXI secolo

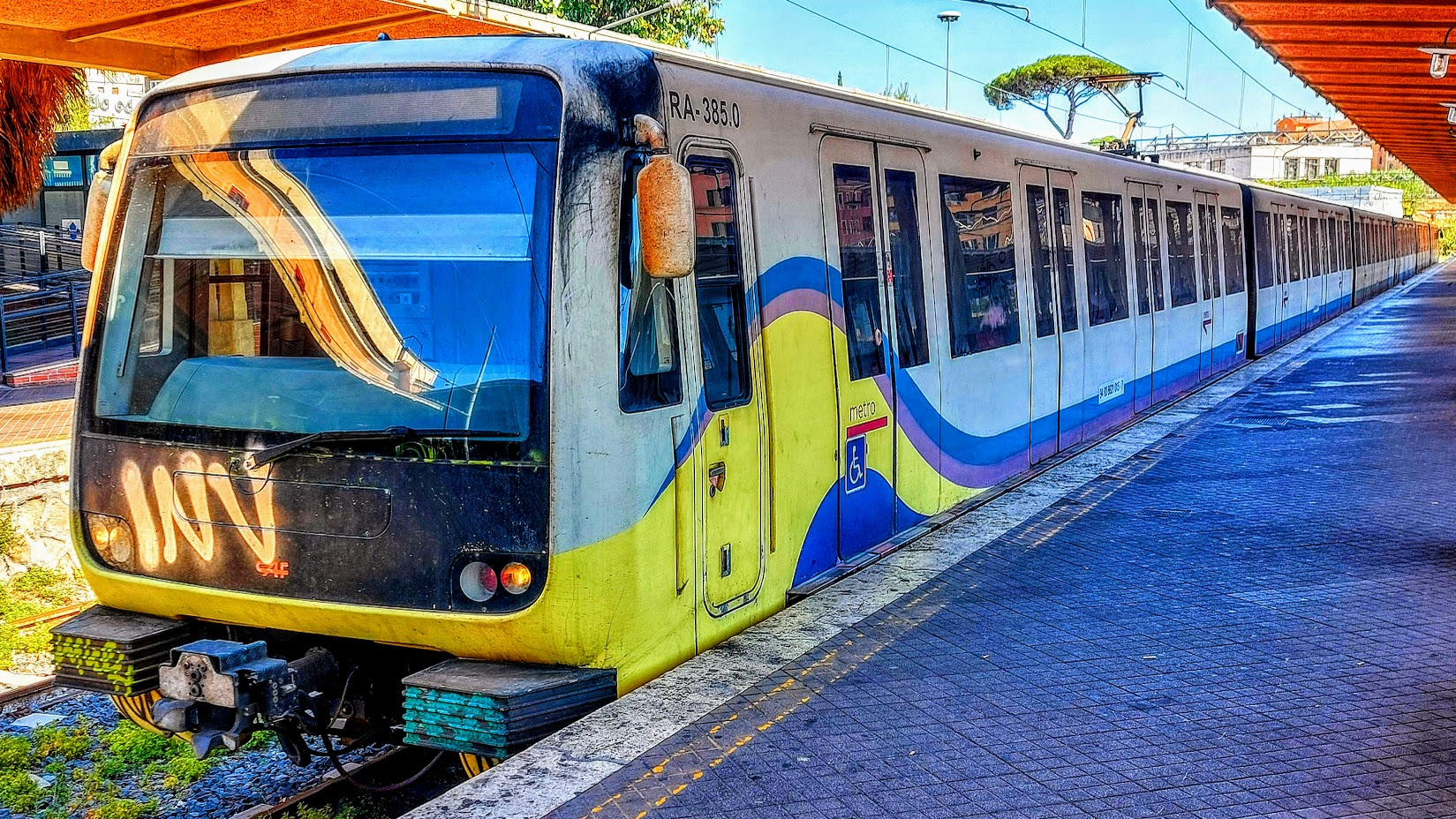
Elettromotrice CAF serie MA300 in livrea Freccia del Mare presso la stazione di Porta San Paolo

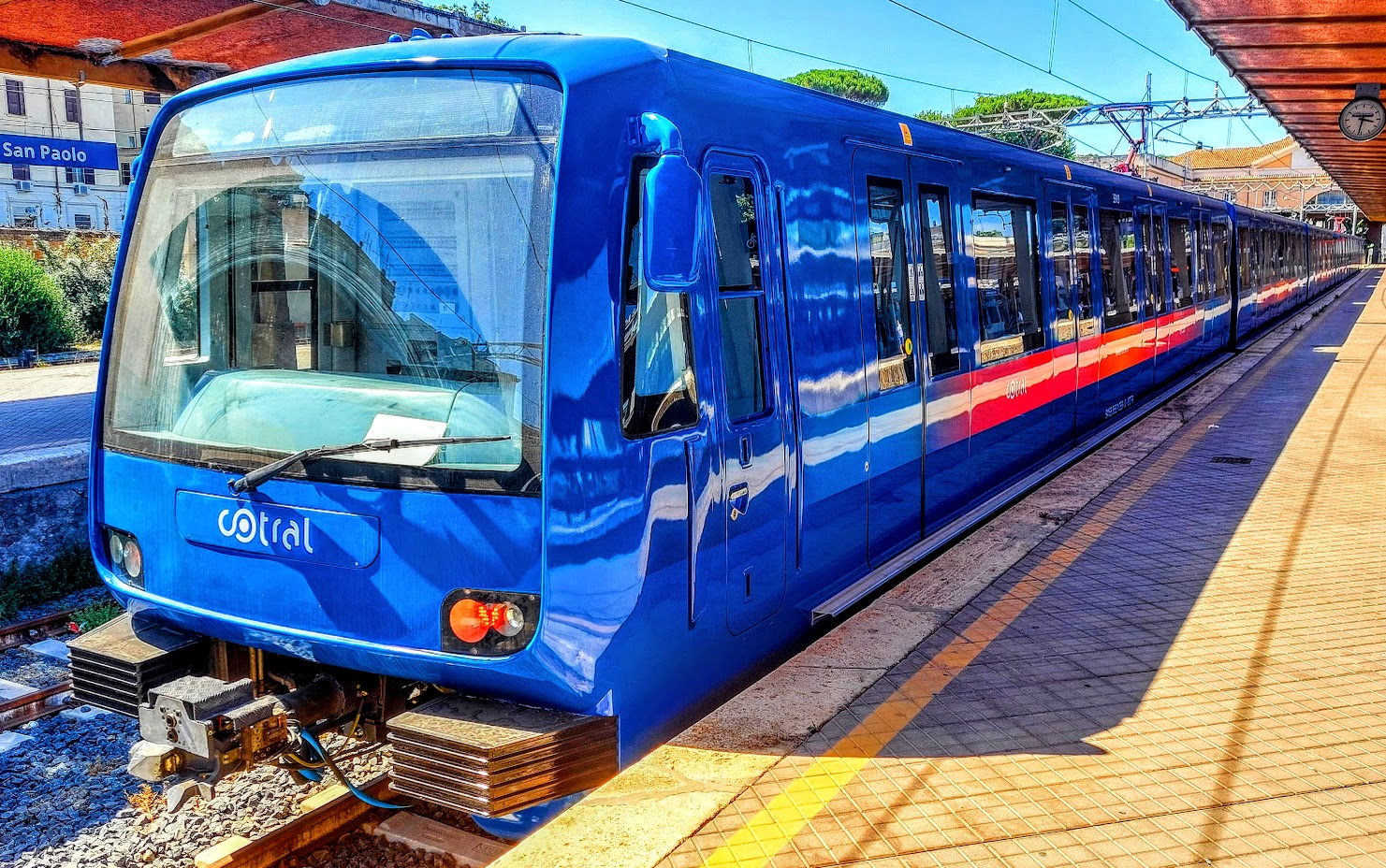
Elettromotrice CAF serie MA300 in livrea Cotral presso la stazione di Porta San Paolo

Nel piano regolatore generale del 2003 era previsto un incremento delle stazioni lungo la Roma-Lido, in particolare a servizio dei quartieri di recente fondazione Mezzocammino e Malafede. Tali fermate non furono mai realizzate, tuttavia sono visibili alcune opere complementari alle stazioni, come ad esempio i parcheggi scambiatori.
Nel 2005, in occasione del trasferimento delle elettromotrici MA100 dalla linea A della metropolitana alla Roma-Lido, è stato inaugurato il servizio Freccia del Mare, accompagnato da una tipica livrea blu, gialla, rosa e azzurra, che prevedeva lo svolgimento nelle ore di punta di treni direttissimi tra Porta San Paolo e Ostia senza fermate intermedie. Due anni dopo alle MA100 si sono affiancate le prime MA300, seguite da altri tre convogli nel 2016.

Nel 2007 la regione Lazio ha stanziato 7,2 milioni di euro per la costruzione della nuova stazione di Acilia Sud-Dragona (5 milioni) e per la ristrutturazione della stazione di Tor di Valle (2,2 milioni). Il bando per i lavori è stato pubblicato nel 2011 da ATAC, subentrata nella gestione della ferrovia in seguito alla fusione per incorporazione con Met.Ro. del 2010, e questi ultimi sono iniziati nel 2014. Tre anni dopo si sono interrotti a causa della mancata erogazione dei pagamenti da parte di ATAC all'impresa appaltatrice, ossia Italiana Costruzioni.

Logo di un'eventuale Linea E

Tra il 2017 e il 2018, nell'ambito dell'approvazione del Piano urbano della mobilità sostenibile (PUMS) da parte di Roma Capitale, è stata proposta la trasformazione in metropolitana, con la denominazione di "linea E", prevedendone l'instradamento sui binari della linea B, fino a Jonio, accorpando la ferrovia alla diramazione B1. Nello scenario tendenziale ottimale del PUMS è prevista effettivamente la trasformazione in linea E ma, in sostituzione dell'accorpamento alla diramazione B1, è prevista la realizzazione di una diramazione, denominata "E2", dalla stazione di Acilia Sud (oggi Acilia Sud-Dragona) all'aeroporto di Roma Fiumicino con fermate intermedie a Dragona e Fiera di Roma.
Nel 2021, per carenza di materiale rotabile, la linea è stata limitata prima nei giorni feriali alla tratta Porta San Paolo-Lido Centro e poi, solo nei giorni infrasettimanali (esclusi eventuali festivi), alla tratta EUR Magliana-Lido Centro. L'intera riapertura della linea è avvenuta il 9 aprile 2022. Nello stesso periodo la regione Lazio ha annunciato che in base alle delibere approvate nel 2019 a partire dal 1º gennaio 2022 le società ASTRAL e Cotral sarebbero subentrate nella gestione della ferrovia, rispettivamente in qualità di gestore dell'infrastruttura ed impresa ferroviaria, con il lancio della denominazione di Metromare. Successivamente è stato chiarito che dal 1º gennaio sarebbe iniziato il periodo di affiancamento al gestore uscente, comprensivo dell'acquisto da parte della regione del parco rotabile di proprietà in parte del comune e in parte del gestore uscente, per il completo subentro a partire dal 1º luglio 2022.
Il 12 settembre 2022 sono stati riavviati i lavori della stazione di Acilia Sud-Dragona, interrotti nel 2017, mentre a inizio 2023 sono ripartiti i lavori di ammodernamento della stazione di Tor di Valle. La conclusione di entrambi gli interventi è stata prevista entro la fine del 2024. Nel giugno 2023 un DPCM del governo Meloni ha stanziato risorse necessarie alla realizzazione di due nuove stazioni, Torrino-Mezzocammino (tra Tor di Valle e Vitinia) e Giardino di Roma (tra Vitinia e Casal Bernocchi-Centro Giano), con attivazione prevista entro la fine del 2026.
Dal 13 maggio 2024, dopo le false partenze del 5 marzo, 18 aprile e 6 maggio, è previsto l'inizio dei lavori di sostituzione della linea aerea dell'intera tratta, con durata prevista di due anni.
L'11 settembre 2024 sono iniziati i lavori della stazione di Giardino di Roma, situata fra le stazioni di Vitinia e Casal Bernocchi.
Il 27 novembre 2024 sono invece iniziati i lavori della stazione di Torrino-Mezzocammino, situata fra le stazioni di Tor di Valle e Vitinia.
L'11 agosto 2025 è stata inaugurata la stazione di Acilia Sud-Dragona.

## Caratteristiche
|  | Unknown route-map component "utCONTg" |

|  | Unknown route-map component "utSTRe" |

| Unknown route-map component "KSBHFa" + Unknown route-map component "HUBaq" | Unknown route-map component "uHSTACC" + Unknown route-map component "HUBeq" |

| Unknown route-map component "dCONTgq" | Unknown route-map component "KRZu+r" | Waterway under railway bridge | Unknown route-map component "dCONTfq" |

| Straight track | Unknown route-map component "uHSTACC" |

| Straight track | Unknown route-map component "ueHST" |

| Unknown route-map component "TUNNEL1l" | Unknown route-map component "uTUNNEL1r" |

| Unknown route-map component "SHST" + Unknown route-map component "HUBaq" | Unknown route-map component "uHSTACC" + Unknown route-map component "HUBeq" |

| Straight track | Unknown route-map component "uHSTACC" |

| Unknown route-map component "SKRZ-G4hl" | Unknown route-map component "uSKRZ-G4hr" |

| Unknown route-map component "SKRZ-Au" | Unknown route-map component "uSKRZ-Au" |

| Unknown route-map component "SBHF" + Unknown route-map component "HUBaq" | Unknown route-map component "uACC" + Unknown route-map component "HUBeq" |

| Unknown route-map component "eKRWg+l" | Unknown route-map component "ueKRWgr" |

| Unknown route-map component "d" | Unknown route-map component "ABZg2" | Unknown route-map component "uABZgl" + Unknown route-map component "STRc3" | Unknown route-map component "udCONTfq" |

| Unknown route-map component "STR+c1" | Urban straight track + Unknown route-map component "STR+4" |

| Straight track | Non-passenger end station |

| Unknown route-map component "SHST" |

| Unknown route-map component "eHST" |

| Unknown route-map component "SKRZ-Au" |

| Unknown route-map component "eSHST" |

| Unknown route-map component "SBHF" |

| Unknown route-map component "eSHST" |

| Unknown route-map component "SHST" |

| Enter and exit short tunnel |

| Unknown route-map component "SBHF" |

| Unknown route-map component "SHST" |

| Unknown route-map component "SBHF" |

| Unknown route-map component "SHST" |

| Unknown route-map component "exSTR" + Unknown route-map component "kkSTR2" | Unknown route-map component "kSTRc3" |

| Unknown route-map component "exKBHFe" | Unknown route-map component "kSTR+4" |

|  | Unknown route-map component "SBHF" |

|  | Unknown route-map component "SHST" |

|  | Unknown route-map component "SHST" |

|  | Unknown route-map component "KSBHFe" |

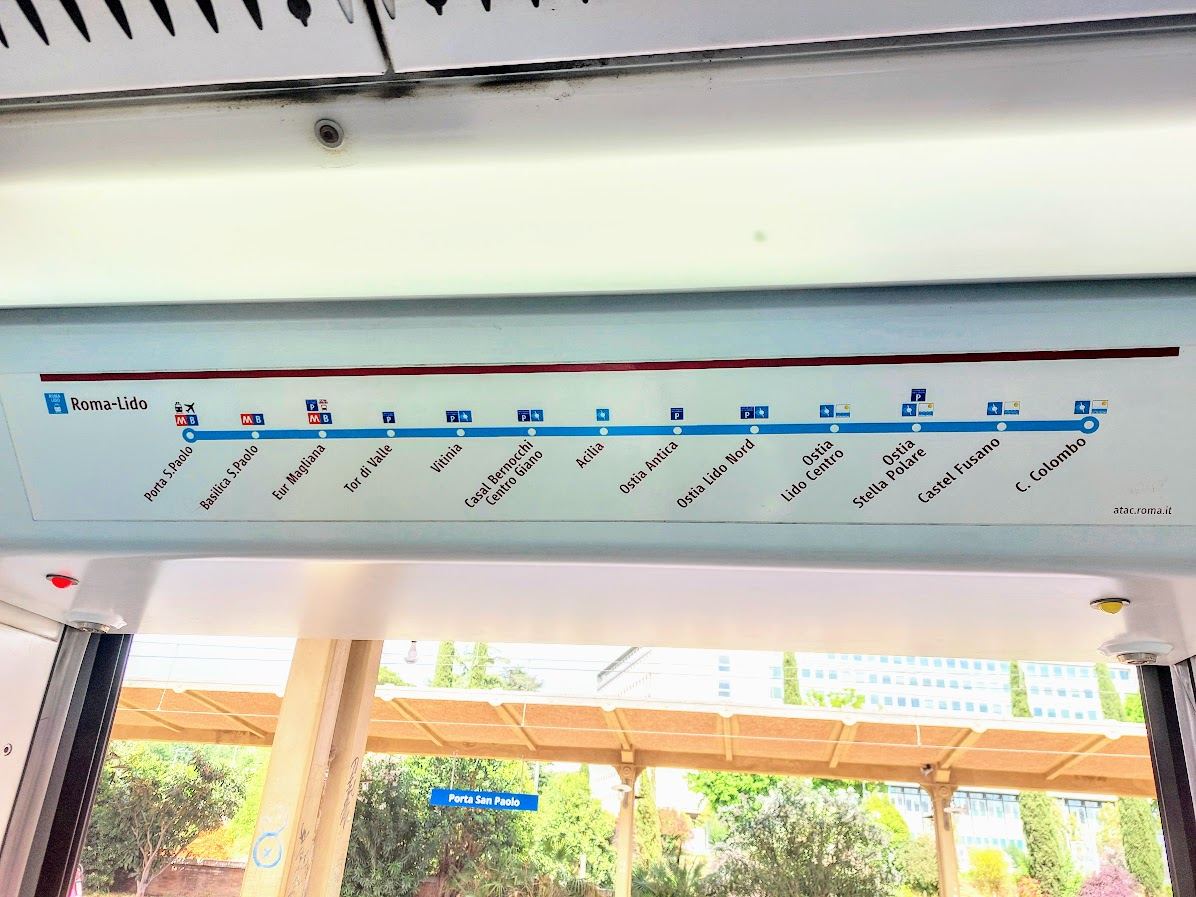
La Tabella delle fermate della ferrovia Roma Lido in stile ATAC

Schema dei raccordi nei pressi di Ostiense

Si tratta di una ferrovia isolata a scartamento ordinario (1435 mm) interamente a doppio binario (triplo presso le stazioni di Lido di Ostia Centro e Cristoforo Colombo) in sede protetta e senza passaggi a livello. La trazione è elettrica alla tensione di 1 500 V in corrente continua tramite linea aerea di contatto. Parte del tracciato, tra le stazioni di Roma Porta San Paolo ed EUR Magliana, è parallelo a quello della linea B della metropolitana. Le banchine permettono l'accesso a raso e la sagoma limite è di tipo ferroviario con larghezza massima di 3100 mm e altezza di 4300 mm. La ferrovia è lunga 28 km e serve un'ampia porzione di Roma, concentrata principalmente nei Municipi VIII, IX e X.
Il servizio esercitato è di tipo metropolitano; difatti si è proposto più volte di integrarla nella linea B.
La linea comprende 14 stazioni (più 2 in costruzione), tutte in superficie eccetto la stazione di Acilia, che è al di sotto del livello stradale. Tre stazioni (EUR Magliana, Basilica San Paolo e Porta San Paolo) sono di interscambio con la linea B; il capolinea di Porta San Paolo consente inoltre l'interscambio con la stazione di Roma Ostiense, servita dalle linee FL1, FL3 e FL5 delle Ferrovie Laziali, gestite da Trenitalia.

## Traffico
Il servizio è attivo tutti i giorni: le prime partenze sono alle 5:15, le ultime sono alle 23:30. La frequenza è di 20 minuti e il tempo di percorrenza medio dell'intera tratta è di 37 minuti.
Nelle ore notturne la ferrovia è sostituita dalla linea autobus nME (precedentemente N3) che viaggia tra piazza Venezia e piazzale Amerigo Vespucci, presso la stazione di Cristoforo Colombo.
Dal 13 settembre 2021 al 31 dicembre 2021, nei giorni feriali, escluso sabato, per parziale indisponibilità di treni, è stata interrotta la tratta tra Lido di Ostia Centro e Cristoforo Colombo. In sostituzione è stata attivata la linea di bus RL4.
Dall'11 novembre 2021 al 9 aprile 2022, invece, è stata interrotta nei feriali, escluso sabato, la tratta compresa tra Roma Porta San Paolo ed EUR Magliana.
Per sopperire alla carenza di treni sulla ferrovia Roma-Lido Cotral aveva attivato dal 2 ottobre 2023 al 1º giugno 2024 due linee di bus integrative:
- Ostia Lido Centro – EUR Magliana (MB), con fermate presso Acilia, Casal Bernocchi e Tor di Valle;
- Express Ostia Lido Centro – EUR Fermi (MB), con fermate presso Stella Polare e su via Cristoforo Colombo alt. viale dell’Oceano Atlantico.

Queste due linee erano attive nei soli giorni infrasettimanali (dal lunedì al venerdì esclusi eventuali festivi) in due fasce orarie separate (la mattina e il pomeriggio). L’esperienza fu ripetuta (seppur con sostanziali differenze) nell’estate 2025.

### Storia delle frequenze e dei tempi di percorrenza
I primi convogli, nel 1924, effettuavano sette fermate compresi i capolinea. Nei giorni feriali erano effettuate 7 coppie di corse e nei giorni festivi 3. Il tempo di percorrenza da Roma Porta San Paolo a Marina di Ostia era di 50 minuti comprese le soste.
Nel 1939 fu aggiunta una stazione (Mezzocammino) e vennero cambiate i nomi di altre: "Magliana-Mercato Nuovo" divenne "Magliana Ostiense", "Risaro" divenne "Vitinia", "Ostia Scavi" divenne "Ostia Antica" e "Marina di Ostia" divenne "Lido di Roma"; le coppie di treni salirono a 35. Il tempo di percorrenza da Roma Porta San Paolo a Lido di Roma era 34 minuti per i treni omnibus e 26 minuti per i diretti.
Nel 1946 le corse calarono a 26 coppie, il numero delle stazioni rimase immutato ed i tempi di percorrenza variarono dai 37 minuti degli omnibus, ai 32 degli accelerati e ai 28 dei diretti.
A metà degli anni settanta (orario 1974) la linea si era arricchita nel frattempo di alcune stazioni intermedie (Tor di Valle e Casal Bernocchi) e di altre (Stella Polare, Castel Fusano e Cristoforo Colombo) nel suo tratto finale, mentre la stazione di Mezzocammino fu soppressa. Le stazioni da Porta San Paolo al capolinea di Ostia diventarono in tutto 14. Alcuni nomi sono cambiati: "Magliana Ostiense" divenne "Magliana" e "Lido di Roma" divenne "Lido di Ostia Centro".
L'offerta fu ampliata; esistevano infatti due tipi di percorso: i treni che partivano da Termini e quelli che partivano invece da Roma Porta San Paolo. In totale l'offerta si avvicinò alle 90 coppie di treni. I primi effettuavano anche tutte le stazioni dell'allora unica metropolitana di Roma (l'attuale linea B) per poi proseguire, una volta arrivati a Magliana, sul percorso della Roma-Lido. Il tempo di percorrenza da Termini a Lido di Ostia Centro era di 30 minuti, che diventavano 37 per chi arrivava a Cristoforo Colombo. Tra le nuove stazioni di questo servizio c'erano Garbatella e Basilica San Paolo. I treni in partenza da Roma Porta San Paolo, invece, effettuavano la prima fermata a Magliana. Il tempo di percorrenza da Roma Porta San Paolo a Lido di Ostia Centro era di 30 minuti, che diventavano 37 per chi arrivava a Cristoforo Colombo. Alcuni convogli, denominati diretti, impiegavano 21 minuti per arrivare a Lido di Ostia Centro e 28 per Cristoforo Colombo.
Nel 1996 la stazione di "Magliana" cambiò nome in "EUR Magliana". All'inizio del 2000, in occasione della stagione balneare, furono inserite decine di corse in più e questa iniziativa durerà fino a settembre, coadiuvata da un efficiente trasporto su gomma con partenze dalla stazione Cristoforo Colombo che permetteva ai bagnanti di raggiungere i vari cancelli, ovvero quelle spiagge pubbliche attrezzate ma a ingresso gratuito. Dall'orario del 2006 in poi, le stazioni sono 13: fu soppressa la stazione di Torrino e aperta la stazione di Lido di Ostia Nord. L'offerta era di quasi 100 coppie tra treni solo feriali, solo festivi e corse quotidiane. Il tempo è di 30 minuti fino a Lido Centro e di 37 minuti fino a Colombo.
In seguito le corse giornaliere effettuate dai treni nei giorni feriali sono poco più di 80 in ciascuna direzione. Nelle ore di punta, tra le 7 e le 9 e tra le 16 e le 19, le partenze dei treni da Roma Porta San Paolo e da Cristoforo Colombo sono cadenzate ogni 10 minuti, salvo ritardi e corse soppresse a causa di guasti meccanici o per carenza di personale. Queste frequenze non riescono però a soddisfare la domanda che viene dall'aumento del numero di utenti; si stima che in un giorno feriale medio la Ferrovia Roma-Lido trasporti 90 000 viaggiatori.
Dall'orario in vigore dal 2 maggio 2023, era previsto che la frequenza dei convogli fosse portata a 15 minuti in entrambe le direzioni. La frequenza attuale della linea è di 20 minuti nei giorni feriali e 22 in quelli festivi, con rinforzi nelle ore di punta.

## Materiale rotabile

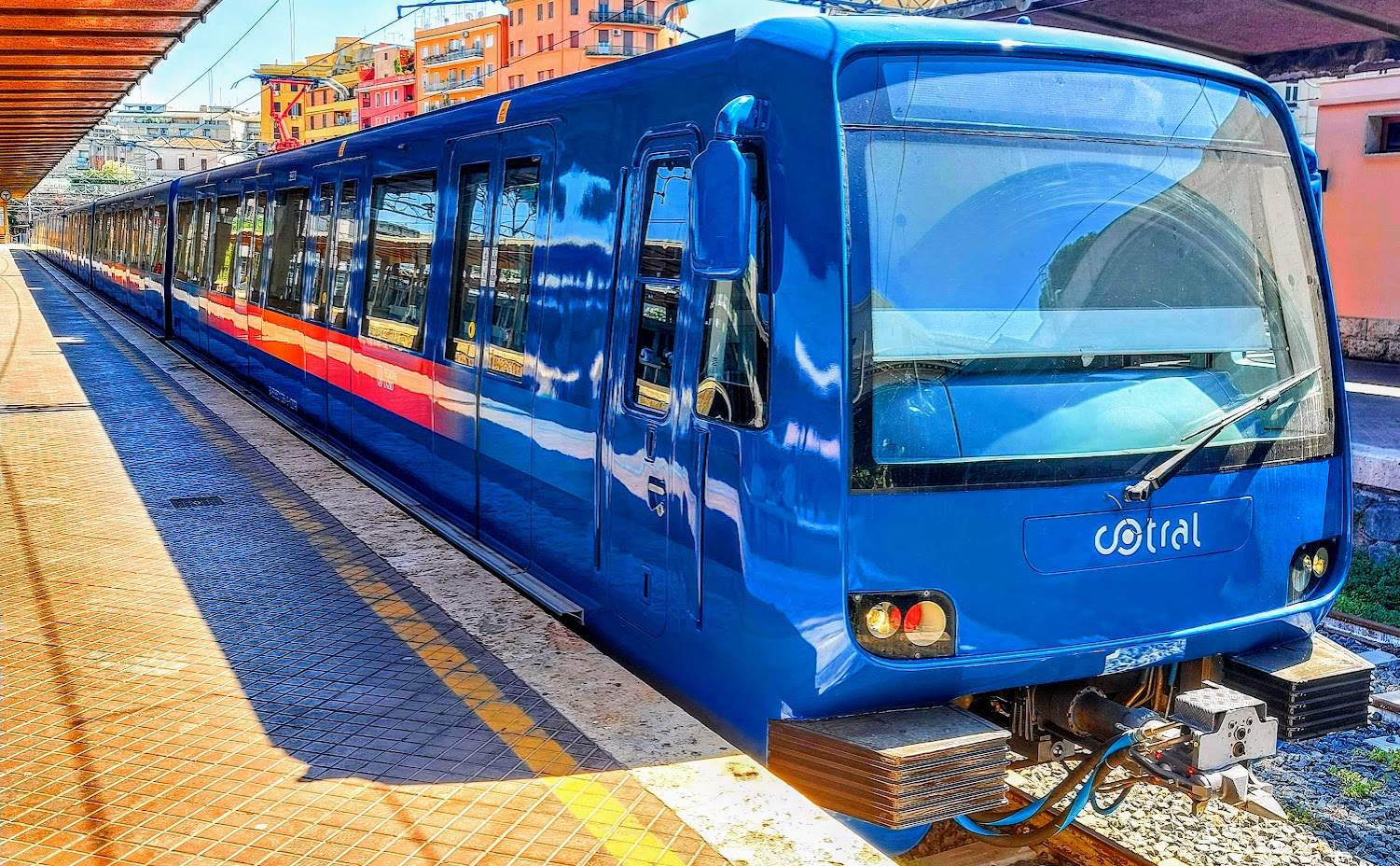
Un convoglio serie MA300 dopo il revamping con nuova livrea Cotral

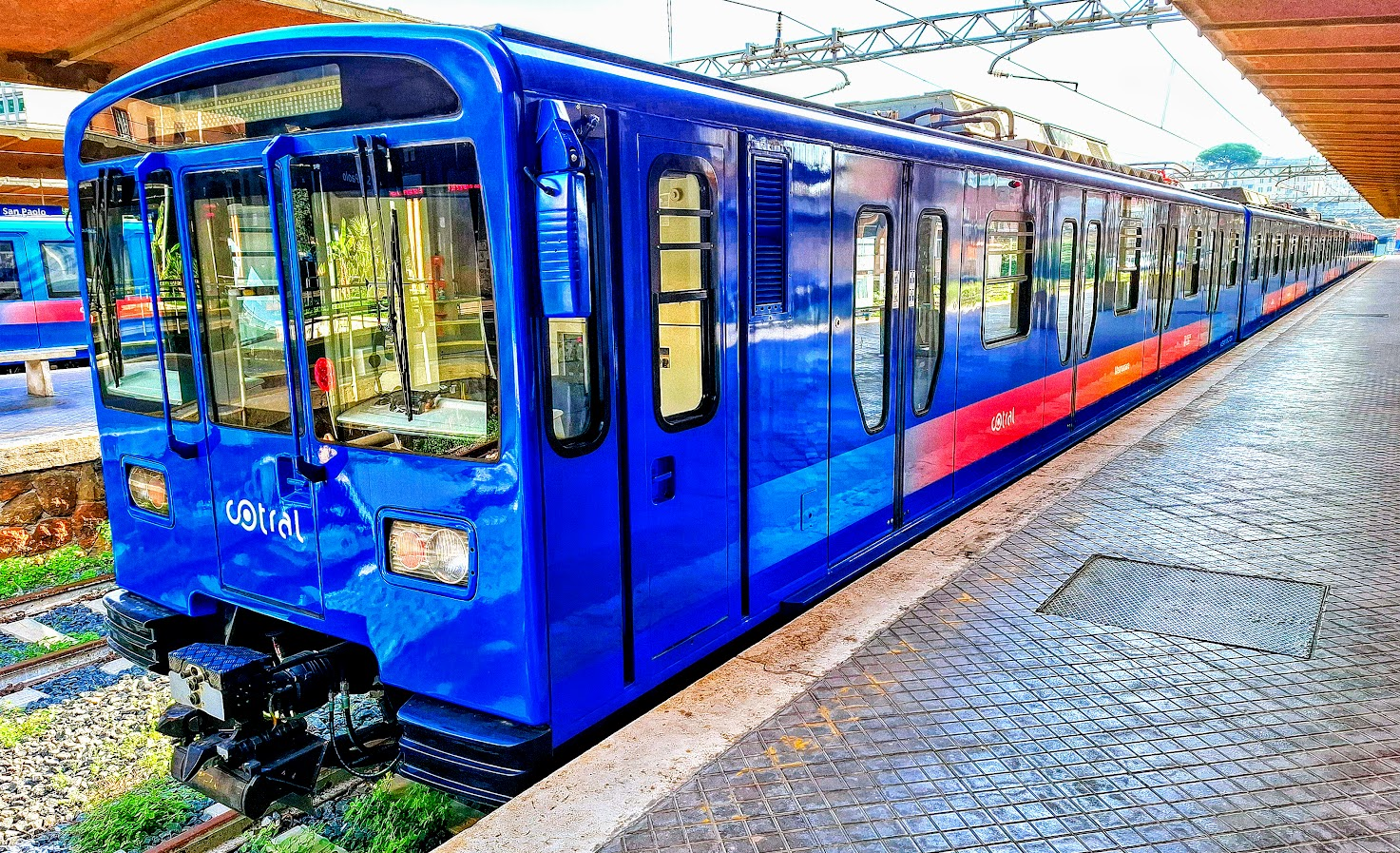
Un convoglio serie MA200 dopo il revamping con nuova livrea Cotral

### Attuale
In base al contratto di servizio stipulato tra Cotral e Regione Lazio nel 2022, il materiale rotabile è composto unicamente da elettromotrici. Predisposti per il servizio vi sono nove treni CAF MA300 costruiti tra il 2007 e il 2009 (attualmente in evoluzione nella livrea Cotral previo revamping), a cui si aggiungono dieci treni AnsaldoBreda MA200 del 1997 (attualmente, la maggior parte di essi sono accantonati, mentre i rimanenti sono in revisione e ripellicolazione in livrea Cotral).
Le nove MA300 sono state di proprietà di ATAC (ad oggi sono di Cotral), mentre le MA200 sono di Roma Capitale.
Nell'ambito dell'accordo quadro sottoscritto tra la Regione Lazio e la Titagarh Firema per la fornitura di nuovi rotabili per le ferrovie Roma Nord e Roma-Lido, per quest'ultima sono stati ordinati 20 nuovi convogli da 6 casse con capienza di 1200 persone.
La fornitura di nuovi treni da parte di Titagarh Firema per le linee ferroviarie Roma-Lido e Roma-Civita Castellana-Viterbo ha incontrato significativi ritardi e problematiche amministrative. Nel novembre 2024, la Regione Lazio ha diffidato l'azienda a causa dei ritardi accumulati nella consegna dei 38 nuovi convogli previsti. Il primo contratto, sottoscritto nel gennaio 2022, prevedeva la consegna del primo treno entro 630 giorni, termine non rispettato. Parallelamente, sono emerse irregolarità nelle garanzie finanziarie presentate da Titagarh Firema. Le verifiche hanno indicato che le fideiussioni non soddisfacevano i requisiti previsti dal Codice dei contratti pubblici. Di conseguenza, la questione è stata affrontata nella Commissione Trasparenza della Regione Lazio nel novembre 2024, con l'obiettivo di chiarire sia le problematiche legate alle garanzie finanziarie sia i ritardi nelle consegne. In risposta, Titagarh Firema ha avviato accertamenti interni e ha presentato un esposto alla Procura della Repubblica, dichiarando di essere essa stessa vittima di eventuali irregolarità nelle garanzie. L'azienda ha inoltre comunicato di aver avviato un confronto con la Regione Lazio per individuare soluzioni idonee alla prosecuzione della fornitura. Nonostante i ritardi, Firema ha annunciato la presentazione dei primi due treni (uno per la Roma-Viterbo e uno per la Roma-Lido) entro il 20 dicembre 2024, con consegna prevista per febbraio 2025. Tuttavia, a marzo 2025, i treni non risultano ancora consegnati, e il banco rischiava nuovamente di saltare. Ad aprile 2025, la Firema porta le fideiussioni alla regione e assicura di continuare il collaudo e la consegna delle unità costruite, nonché la costruzione delle unità da costruire.
| Modello   | Anni di esercizio | Quantità                            |
| --------- | ----------------- | ----------------------------------- |
| CAF MA300 | Dal 2007          | 9 convogli (di cui 6 in esercizio)  |
| MA200     | Dal 2012          | 10 convogli (di cui 4 in esercizio) |

### Storico

#### Locomotive a vapore
La prima (910.045) fu usata provvisoriamente fino al giugno 1925, quando l'esercizio divenne completamente elettrico.
La seconda (910.042) fu usata nel 1929 nell'ambito di un esperimento di conversione in locomotiva diesel-Zarlatti, che comportò lo smontaggio della caldaia e l'installazione di un motore diesel a due tempi usato per azionare un compressore di aria con cui vennero azionati i cilindri motori. Le prove si svolsero dal 6 aprile al 25 aprile del 1929 effettuando 16 coppie di corse di andata e ritorno. La velocità massima raggiunta con un carico trainato di 101 t fu di 74 km/h. L'esperimento riuscì, ma evidenziò anche i suoi limiti, infatti si ebbero alcuni inconvenienti: il 17 aprile si ruppe lo stantuffo della pompa di circolazione dell'acqua motore e il 23 aprile si sfilò un tubo del compressore Westinghouse. L'esperimento, per questi motivi, non ebbe seguito pratico.
Le altre due (849.001 e 849.002) erano delle piccole locotender di manovra, acquistate nel 1938 dalle FS, precedentemente appartenute alla Società Veneta, dove erano immatricolate 81 e 82.
- Locomotiva FS 910.045 – rodiggio 1-3-1
- Locomotiva FS 910.042 – rodiggio 1-3-1
- Locomotiva FS 849.001 – rodiggio 0-3-0
- Locomotiva FS 849.002 – rodiggio 0-3-0

#### Locomotori

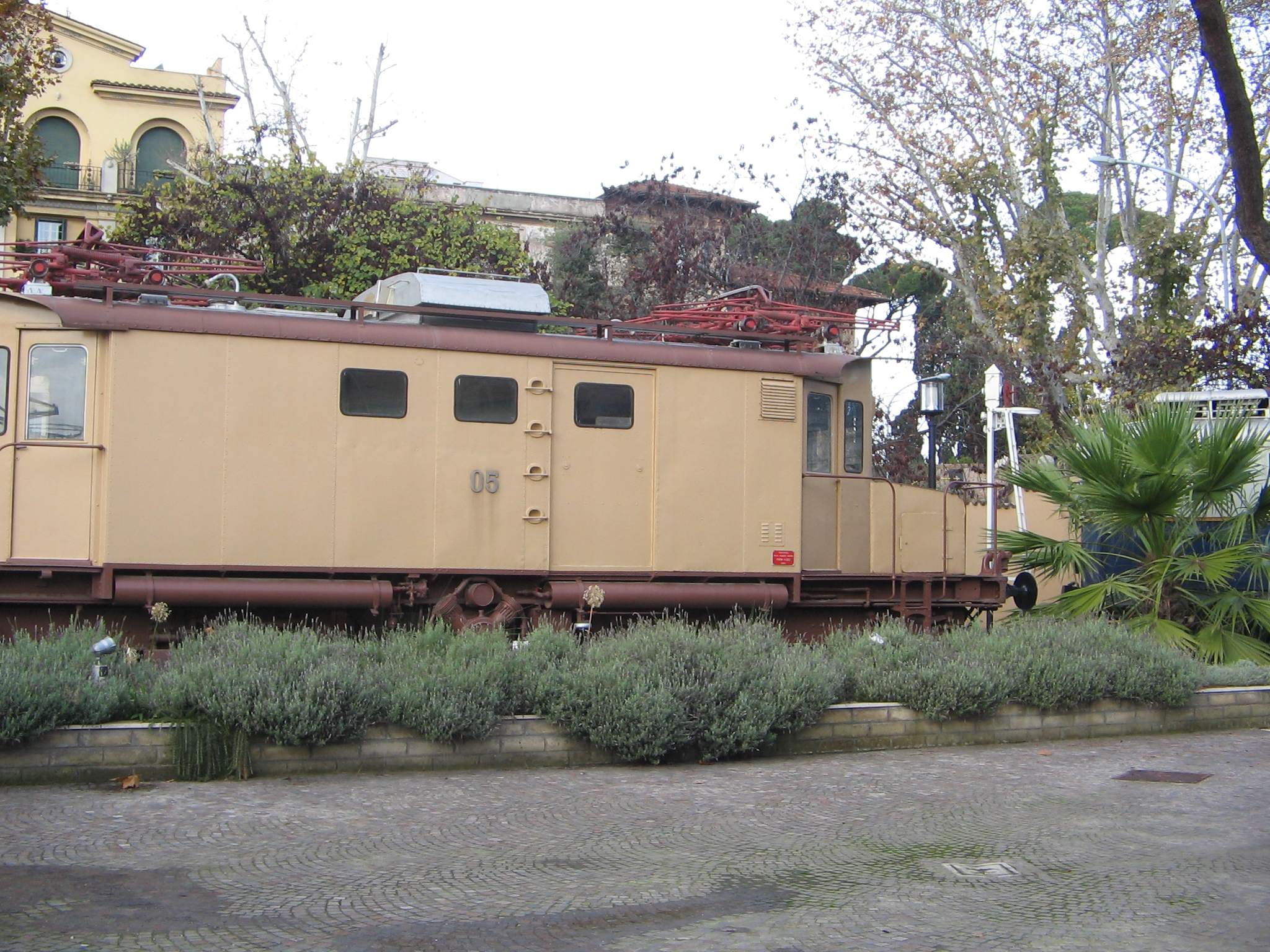
Locomotore 05 al Polo museale dei trasporti di Porta San Paolo, dopo le trasformazioni del dopoguerra

I primi sei locomotori furono forniti verso la fine del 1924, assieme a cinque elettromotrici e a carri e carrozze. Nel 1926 ne furono forniti altri due. Furono numerati con numeri progressivi da 1 a 8. Erano stati costruiti dalla Carminati & Toselli e l'equipaggiamento elettrico era della Tecnomasio. I locomotori pesavano 45 tonnellate ed erano dotati di motori tetrapolari da 230 cavalli. Le cabine di guida erano poste alle due estremità.
Nel 1934 il numero dei locomotori salì a nove con l'acquisto di uno nuovo uguale ai precedenti numerato 9.
Tra il 1947 ed il 1949 i locomotori subirono profonde trasformazioni, in particolare con la creazione, alle estremità delle casse, di due cofani per le sabbiere ed i reostati delle batterie, che ne modificarono sostanzialmente l'aspetto. Furono rinumerati da 01 a 08. Il locomotore numerato 9 fu modificato nel 1952 e rinumerato 09; assunse un aspetto molto diverso per la sagoma più lunga e la conseguente assenza dei cofani alle estremità.

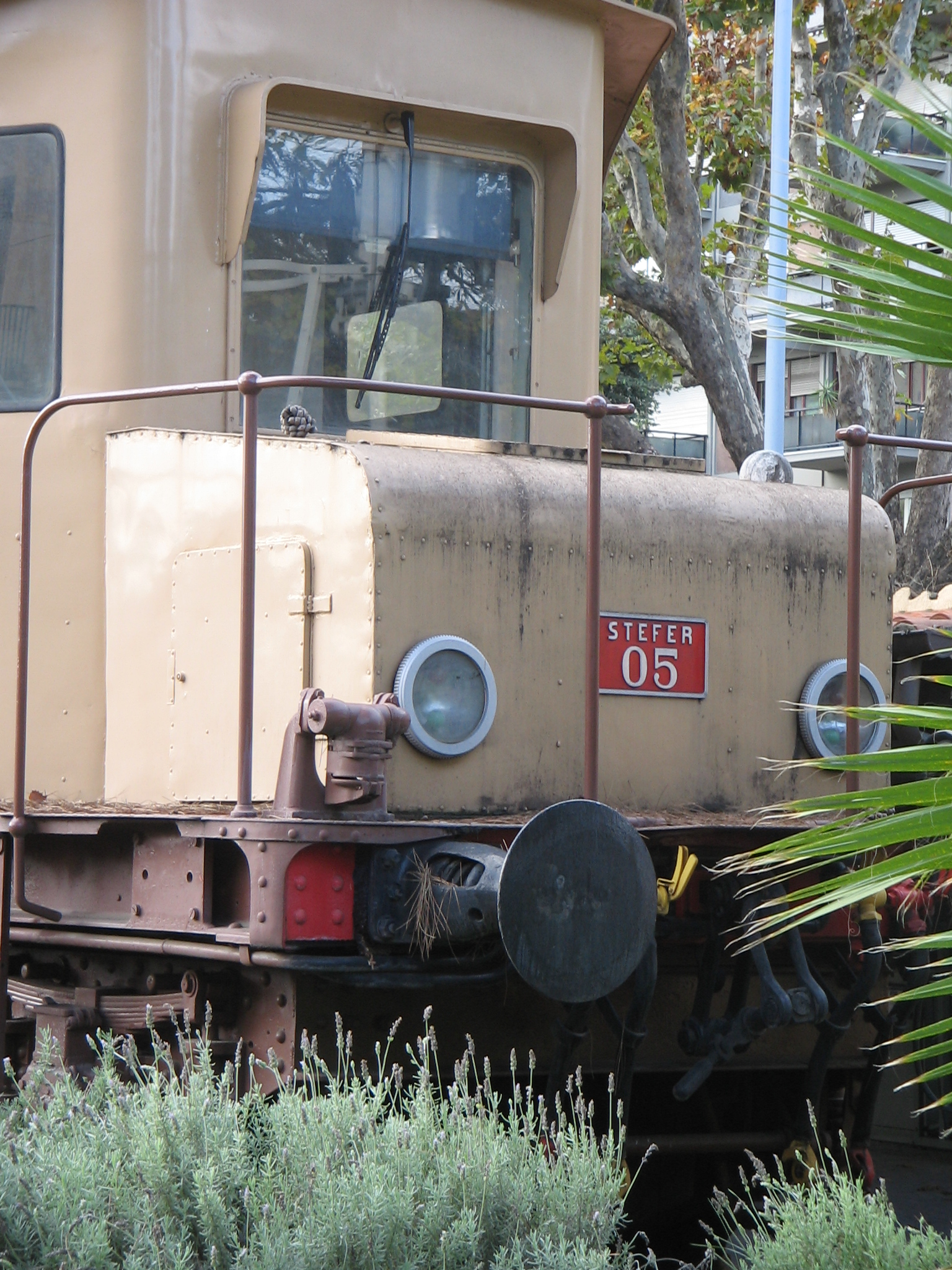
Particolare della 05
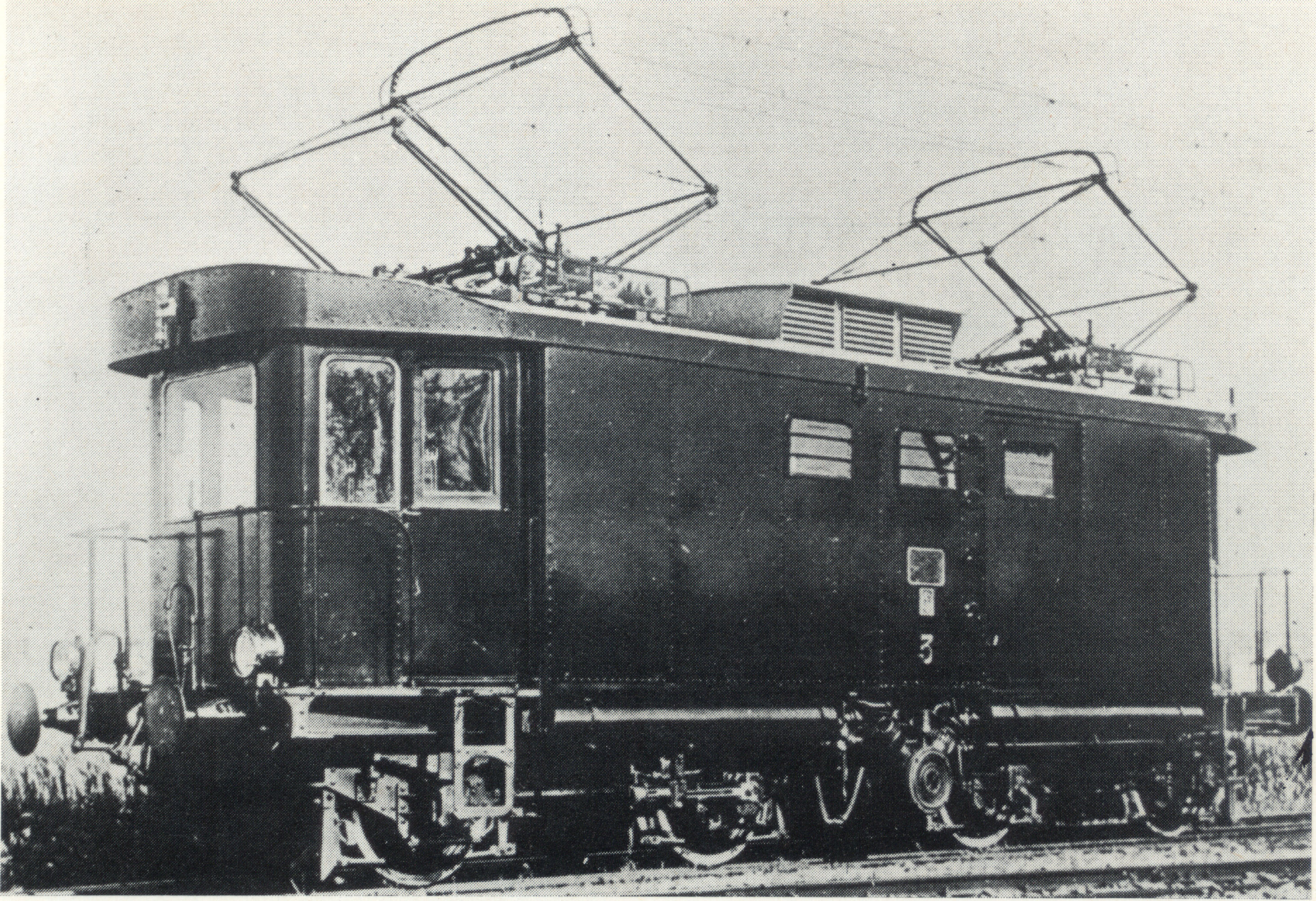
Locomotore 03 come era all'origine

#### La "Michelina"
Nell'agosto del 1932 fu sperimentata un'automotrice su pneumatici, progettata dalla Michelin. Era mossa da un motore Diesel da 3 500 cc. In Francia era chiamata Micheline.
Ne dava notizia "Le vie d'Italia", la rivista mensile del Touring Club Italiano.
Le ruote, a disco pieno, erano dotate di una flangia interna che sporgeva oltre lo pneumatico, con battistrada a tagli obliqui, per impedire alla ruota stessa di uscire dal binario, ed inoltre un dispositivo speciale avvertiva il conduttore allorché la pressione di gonfiaggio, di circa 6 atm., fosse in sensibile diminuzione. In caso di scoppio o completo sgonfiamento lo pneumatico poteva essere cambiato in pochi minuti.»
Nonostante i buoni risultati l'esperimento non ebbe seguito.

#### Diesel
Nel 1948 e nel 1966 la STEFER ha acquistato due locomotori Diesel per i servizi di emergenza, targate rispettivamente D 51 e D 52.
Il D 51 è stato acquistato nel 1948 contemporaneamente alla cessione di una delle Locomotive a vapore al porto di Genova ed è analogo a quelli immatricolati presso le Ferrovie dello Stato nel gruppo 213.9. È un Köf II costruito nel 1940 dalla Deutz AG.
Il D 52 è stato comprato usato nel 1966. È simile alla V60 delle Deutsche Bahn. Costruito nel 1952 dalla Deutz-Greco, ha un rodiggio 0-3-0, una lunghezza totale di 9570 cm, una potenza di 400 cavalli ed una velocità max di 50 km/h.

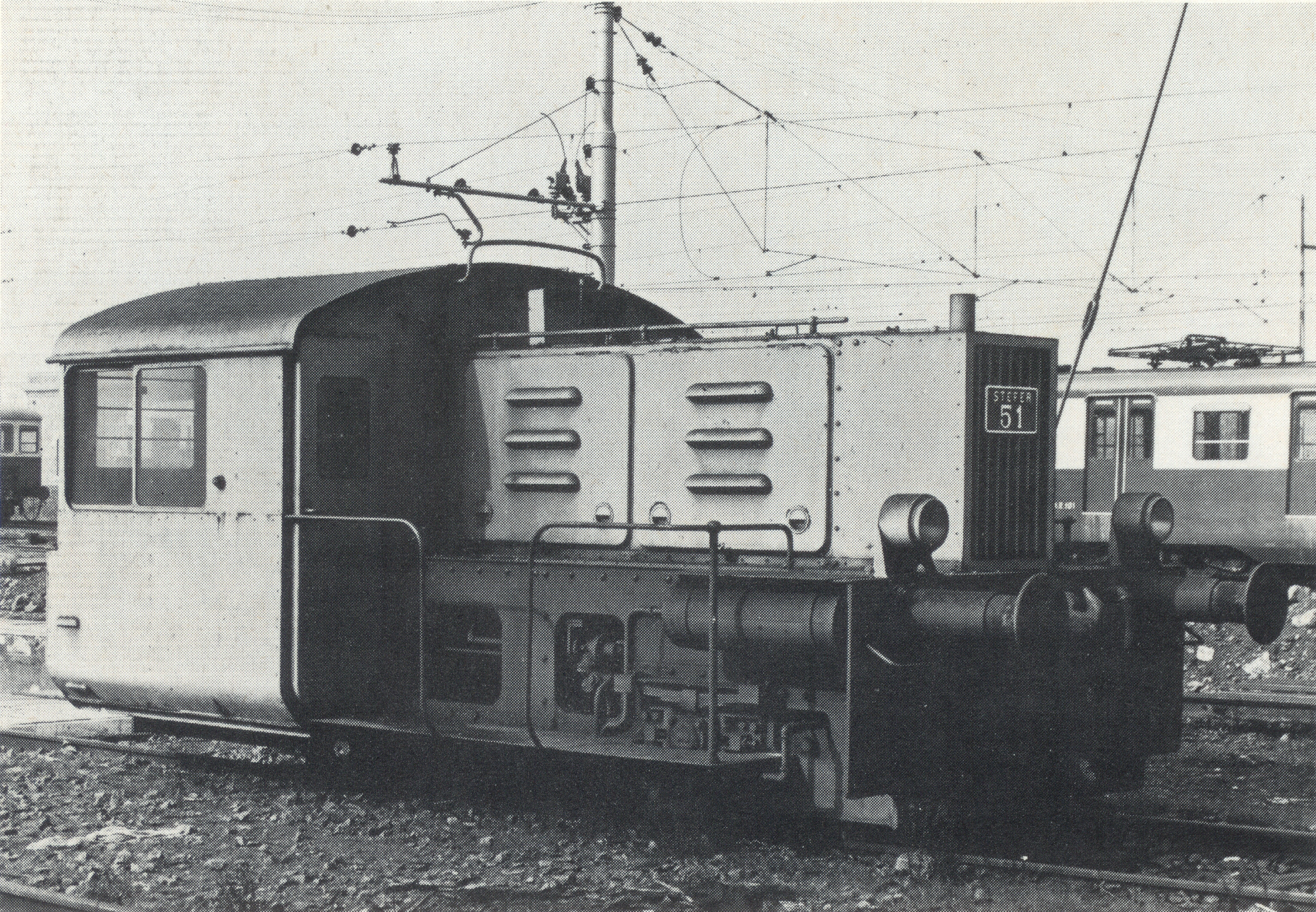
Locodiesel D 51
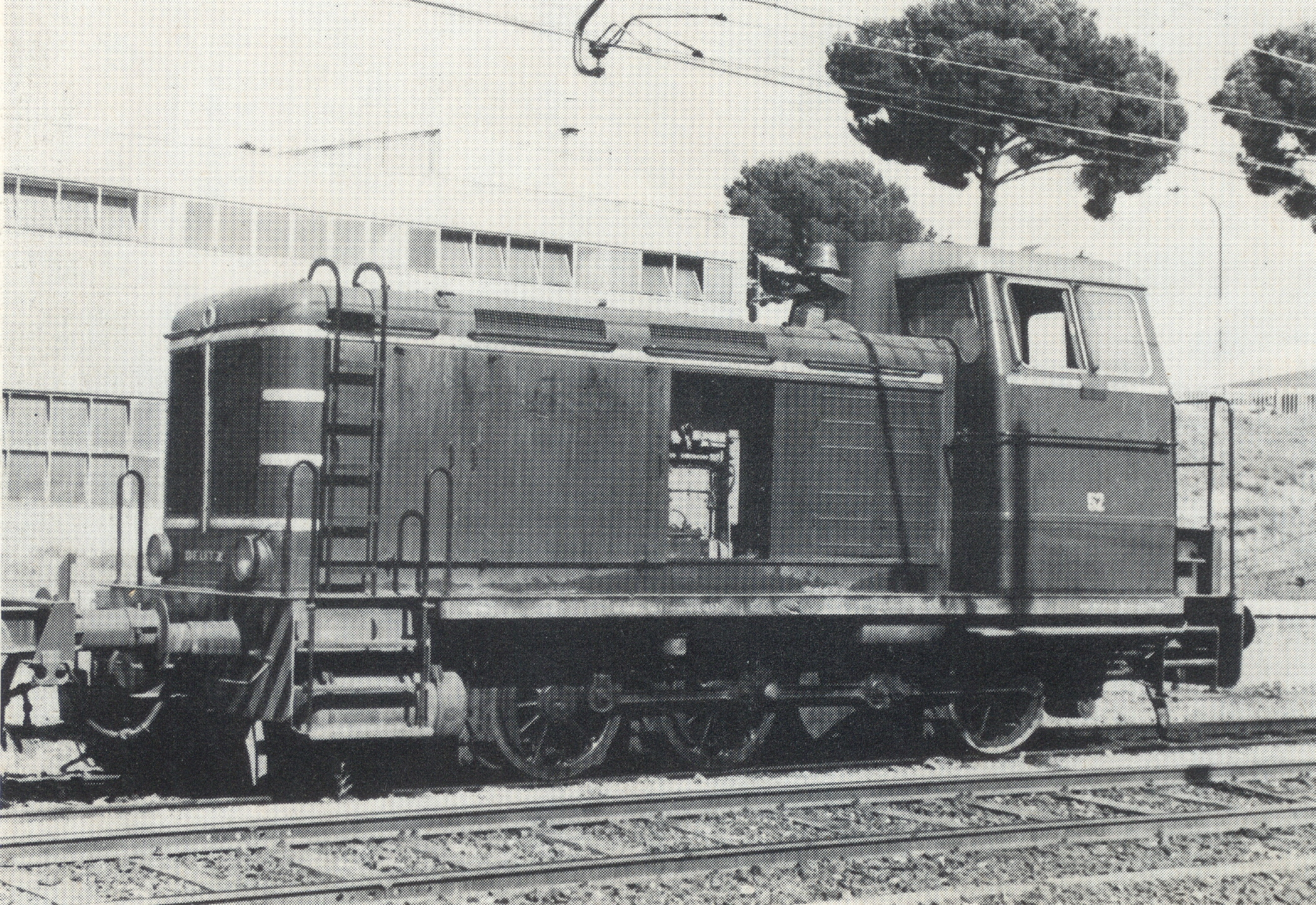
Locodiesel D 52

#### Elettromotrici

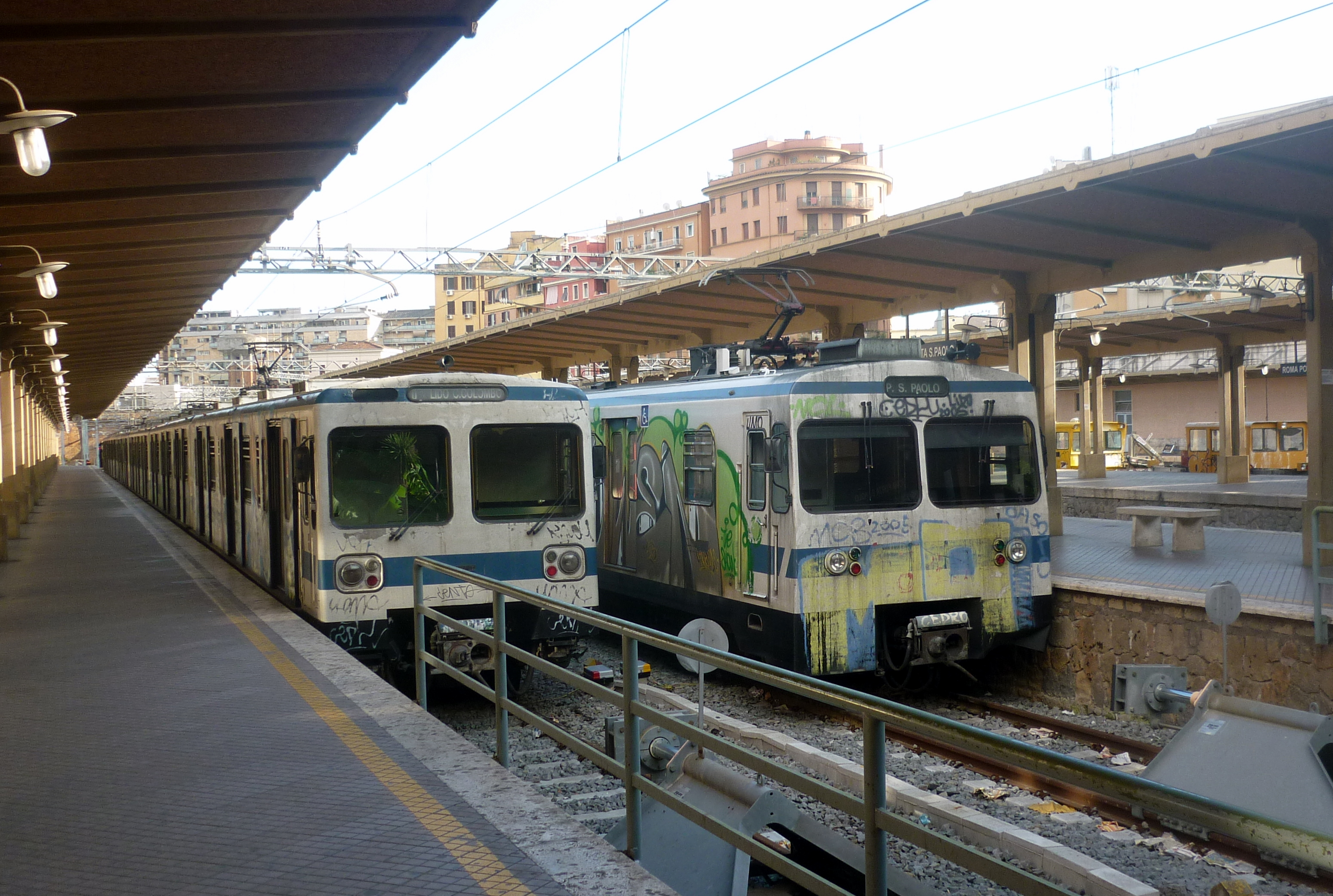
Elettromotrici Serie 500 (a sinistra) e MR600 (a destra) alla stazione di Porta San Paolo nel 2010 (non più in servizio)

Facevano parte della dotazione iniziale del 1924 cinque elettromotrici con cabine di guida ad entrambi i lati numerate 101-105, costruite dalle Officine Reggiane e con equipaggiamento elettrico del Tecnomasio Italiano Brown Boveri. Nel 1948-49 sono state accoppiate 2 a 2 eliminando le due cabine al centro e uilizzando come sesta motrice la rimorchiata 233 (numerazione 1922) motorizzata. Le coppie dispongono di un numero unico e sono:
101 = 101+104
102 = 102+105
103 = 103+233
Le elettromotrici successive sono:
- 401 (distrutta nel 1963 in un incidente e ricostruita nel 1967 come parte di un elettrotreno a tre elementi);
- MR 100 e MR 200;
- MR 300;
- Serie 500 (note anche come MR 500);
- MR 600;
- MA 100 (versione Freccia del Mare);[61][62]